# Lavaleshavar, Bagalkot
Lavaleshavar là một làng thuộc tehsil Bagalkot, huyện Bagalkot, bang Karnataka, Ấn Độ.